# كازوكي فوكا
كازوكي فوكا (باليابانية: 深井 一希) (11 مارس 1995 في سابورو في اليابان – )؛ هو لاعب كرة قدم ياباني سابق كان يلعب كلاعب وسط.

## وصلات خارجية
- كازوكي فوكا على موقع الاتحاد الدولي (مؤرشف)  (الإنجليزية)
- كازوكي فوكا على موقع رابطة كرة القدم اليابانية للمحترفين (اليابانية)
- كازوكي فوكا على موقع قاعدة بيانات كرة القدم.إي يو (الإنجليزية)
- كازوكي فوكا على موقع Soccerway.com (الإنجليزية)
- كازوكي فوكا على موقع عالم كرة القدم.نت (الإنجليزية)
- كازوكي فوكا على موقع كووورة